# 친칠라생쥐족
친칠라생쥐족(Euneomyini)은 비단털쥐과 목화쥐아과에 속하는 설치류 족의 하나이다. 3속 6종이 알려져 있다. 남아메리카 중서부와 남서부의 안데스숲과 스텝 지대, 준 사막 지대에 분포한다.

## 하위 속
- 친칠라생쥐속 (Euneomys) - 4종
- 칠레나무쥐속 (Irenomys) - 유일종 칠레나무쥐 (I. tarsalis)
- 안데스습지쥐속 (Neotomys) - 유일종 안데스습지쥐 (N. ebriosus)